# Petrus Wilhelmi de Grudencz
Petrus Wilhelmi de Grudencz, polsky Piotr z Grudziądza (1392, Grudziądz – druhá polovina 15. století) byl polský středověký hudební skladatel a básník.

## Život
Narodil se v severopolském městě Grudziądz. V roce 1418 se nechal zapsat ke studiu na univerzitě v Krakově, kde v roce 1425 dosáhl bakalářského titulu a v roce 1430 magisterského. Poté z Krakova odešel. Působil pravděpodobně ve Vídni, snad se zdržoval v Basileji v době konání tamního koncilu, o němž se dochovala jeho báseň Pontifices ecclesiarum. Ve čtyřicátých letech, prokazatelně v roce 1442, sloužil na dvoře císaře Fridricha III. jako jeho kapelník (capellanus). V roce 1448 se zdržoval ve Vratislavi na dvoře biskupa Petra Nováka a ucházel se o něj o post kanovníka. V roce 1452 podnikl cestu do Říma. Je možné, že působil také v Čechách, jelikož se zde dochovala většina jeho skladeb.